# Majz (huyện)
Huyện Majz là một huyện thuộc tỉnh Sa`dah, Yemen. Đến thời điểm năm 2003, huyện này có dân số 68598 người